# Мистецтво терменвокса
The Art of the Theremin (Мистецтво терменвокса) — перший офіційний альбом Клари Рокмор, випущений 1977 року лейблом Delos International. Широко відомі твори світової класики кінця XIX — початку XX століття записані у виконанні на терменвоксі (Клара Рокмор) в супроводі фортепіано (Надя Рокмор). Продюсер альбому — Роберт Муґ.

## Зміст
1. С.Рахманінов «Вокаліз» — 3:44
2. С.Рахманінов «Не пой, красавица, при мне» — 4:15
3. К.Сен-Санс «Лебідь» (Saint-Saëns) — 2:56
4. М.де Фалья «Пантоміма» — 3:44
5. Й.Акрон «Єврейська мелодія» — 5:22
6. Г.Венявський «Романс» — 4:45
7. І.Стравінський «Колискова» — 3:06
8. М.Равель «П'єса у формі Хабанери» — 2:41
9. П.Чайковський «Колискова» — 4:12
10. П.Чайковський «Сениментальний вальс» — 2:06
11. П.Чайковський «Меланхолічна серенада» — 7:40
12. А.Глазунов «Пісня менестреля» — 4:00